# ARD PiNball
Seit 2006 werden talentierte Hörspielmacher aus der freien Hörspielszene mit dem Newcomer-Preis der ARD ausgezeichnet. Der Preis hieß bis 2012 Premiere im Netz und wird seit 2013, mit teilweise veränderten Kriterien, unter dem Namen ARD PiNball ausgelobt. 2022 wird er unter dem Namen max15 weitergeführt.

## Auslober und Zielsetzung
Die ARD, das Deutschlandradio und seit 2015 auch der ORF und das SRF vergeben jährlich zwischen 1. Juli und 31. August einen Preis für unabhängige Hörspielmacher, der unter dem Titel ARD PiNball verliehen wird. Wie die Formulierung PiNball bereits andeutet, ist der Hintergrundgedanke des Wettbewerbs, freien Hörspielproduzenten wie bei einem Flipperautomaten (Pinballspiel) einen Anstoß zu geben, aktiv zu werden und ihrem Kurzhörspiel Gehör zu verschaffen. 
Ausgezeichnet werden soll das spannendste, berührendste, fantasievollste, lebendigste - schlicht beste Stück (bis max. 20 Minuten), das außerhalb einer Rundfunkanstalt produziert und bislang nicht veröffentlicht wurde. Zugelassen sind auch Arbeiten von Hörspielproduzenten/-machern, die bereits für die ARD/Deutschlandradio tätig waren.
Die Auszeichnung wird jährlich zum Abschluss der ARD-Hörspieltage verliehen.
Der Gewinner und die vier Finalisten werden auf Kosten der ARD zum Festival eingeladen, bei dem ihre Werke direkt vor Ort sowie in einem Radio-Programm der ARD oder des Deutschlandradios präsentiert werden. Außerdem werden sie auf der Internetseite der ARD-Hörspieltage den Hörern zur Verfügung gestellt.

## Historie
Der ARD PiNball wurde 2013 zum ersten Mal ausgelobt und führt – mit veränderten Teilnahmebedingungen – den seit 2006 verliehenen Wettbewerb Premiere im Netz fort.

## Dotierung
Der Preis ist mit 1.000 Euro, einer Urkunde sowie einer Trophäe dotiert. Der Gewinner wird auf Kosten der ARD zum Festival eingeladen.

## Ablauf
Im Vorfeld der ARD-Hörspieltage können Hörspielmacher Kurzhörspiele von maximal 20 Minuten auf der Internetseite www.hoerspieltage.ARD.de per Upload einreichen. Aus allen Beiträgen nominiert eine unabhängige Fachjury aus ARD-/Deutschlandradio-Hörspieldramaturgen, Mitarbeitern des Zentrums für Kunst und Medien (ZKM) sowie der Hochschule für Gestaltung (HfG) in Karlsruhe fünf Stücke. Aus dieser Runde bestimmen die Juroren den Gewinner des ARD PiNball.
Das ARD PINball Gewinnerstück wird bei den ARD-Hörspieltagen in Karlsruhe öffentlich aufgeführt. Der Autor wird als Ehrengast zu dem mehrtägigen Festival eingeladen und im Rahmen der festlichen Preisverleihung gemeinsam mit den Preisträgern des Deutschen Hörspielpreises der ARD, des Publikumspreises ARD-Online-Award, des Preises für die beste schauspielerische Leistung und der Kinderhörspielpreise ausgezeichnet.

## Preisträger

### Premiere im Netz
- 2006: Naomi Schenk: Das Rätsel des Schafs
- 2007: Jürgen Palmtag: SonderSaundernAnders
- 2008: Fabian Kühlein: Operator – That's not the way it feels
- 2009: Benjamin Kloß: Der Anrufbeantworter
- 2010: Simon Kamphans und Matthias Lang: Kennst du schon Ken?
- 2011: Anja Herrenbrück und Christian Ogrinz: Küsse, Bisse. Eine Hommage an Kleist
- 2012: Tristan Vostry und Christian Udo Eichner: Ins Wasser

### PiNBall
- 2013: Simon Kubat und Jonas Bolle: Jahrestag auf Parkbank
- 2014: Mariola Brillowska: Das Kaufhaus am Meer
- 2015: Autorenteam Stella Luncke und Josef Maria Schäfers: Wo sind die bloß?.[2]
- 2016: Mara Ittel: Ein Würstchen und Vivien Schütz: Die mit Dinkel
- 2017: Leo Hofmann: Mobile Karma
- 2018: Nick-Julian Lehmann: Nur Berlin ist auch zu viel[3]
- 2019: Ronaldas Obukas und Simone Halder: Chewing Gum Makes A Demon Really Happy
- 2020: Vivien Schütz und Stefanie Heim: Re:Produktion
- 2021: Carsten Brandau: Die goldene Börse der Sehnsüchte. Pandemisches Theater

### Max15
- 2022: Milena Michalek und Moritz Geiser: Landi kommt runter[4]
- 2023: Katharina Fröhlich und Franziska Stuhr: Hysterektomie[5]
- 2024: Lars Werner: Das normale Haus[6]